# Castello Svevo (Termoli)

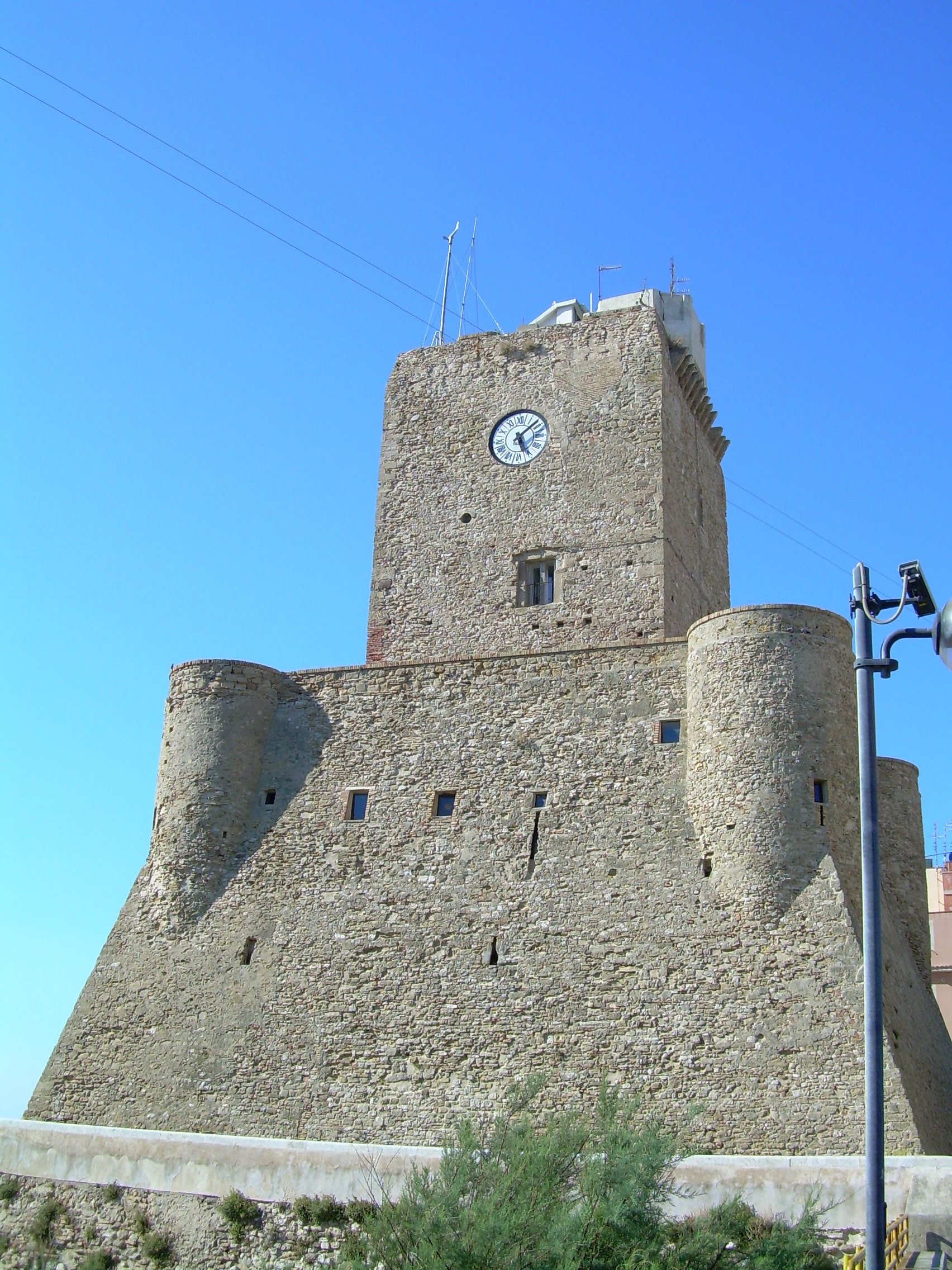
Ansicht der Anlage

Das Castello Svevo in Termoli ist eine 1240 durch Friedrich II. erbaute Turmburg. Die  Anlage wurde nach einem Erdbeben beschädigt und im 15. Jahrhundert wiederhergestellt und verstärkt.

## Baubestand
Ein hoher quadratischer Turm weist fast zuoberst Kragsteine für einen nicht mehr vorhandenen Wehrgang auf. Oben am Hauptturm befindet sich ein erst in der frühen Neuzeit erbauter Aufsatz. Der Hauptturm ist von einer im Grundriss quadratischen geböschten Mauer umgeben, die an jeder Ecke runde Miniaturrondelle aufweist.